# Barbe de Cilley
Titres
Impératrice du Saint-Empire
31 mai 1433 – 9 décembre 1437
(4 ans, 6 mois et 8 jours)
Reine de Hongrie
1er novembre 1405 – 9 décembre 1437
(32 ans, 1 mois et 8 jours)
Reine de Germanie
21 juillet 1411 – 9 décembre 1437
(26 ans, 4 mois et 18 jours)
Reine de Bohême
19 août 1419 – 9 décembre 1437
(18 ans, 3 mois et 20 jours)
Électrice de Brandebourg
21 juillet 1411 – 9 décembre 1437
(26 ans, 4 mois et 18 jours)
Barbe de Cilley ou Barbara de Cillei (en slovène : Barbara Celjska ; en allemand : Barbara von Cilli ; en hongrois : Cillei Borbála ;  en tchèque : Barbora Celjská), née vers 1392 et morte le 11 juillet 1451 à Mělník (Bohême), fut impératrice du Saint-Empire, reine de Germanie, de Hongrie et de Bohême, ainsi que duchesse de Luxembourg et électrice de Brandebourg en tant que deuxième épouse de l'empereur Sigismond. Sa réputation d'alchimiste et d'occultiste l'ont fait surnommer la « Messaline de Germanie ».

## Biographie
Barbe de Cilley est la fille de Herman II (1365-1435), comte de Cilley en Styrie (aujourd'hui Celje en Slovénie), et de son épouse Anne (morte avant 1396), elle-même fille du comte Henri VII de Schaunberg. Son arrière-grand-père, Frédéric Ier, avait été inféodé avec le comté de Celje par l'empereur Louis IV en 1341. En 1396, son père Herman II a sauvé la vie du roi Sigismond à la bataille de Nicopolis ; en 1401, il obtient la libération du roi de la captivité des barons hongrois.
En échange, Sigismond de Luxembourg demande à Herman de Celje la main de sa fille. Le 6 décembre 1405, Barbe épousa  Sigismond, de plus de vingt ans son aîné : celui-ci n'avait été élu roi de Hongrie que grâce à son mariage avec sa première femme, Marie d'Anjou, la fille aînée du roi Louis Ier de Hongrie. Devenu veuf en 1395, sa position en Hongrie était fragilisée et il épousa la fille de son allié qui l'aida à écraser les révoltes croate et bosniaque. Barbe y resta pour une longue periode et elle est devenue, de facto, régente de Hongrie durant les absences de son mari.
Leur fille, Élisabeth, née en 1409, devint la seule héritière de Sigismond. Elle épousa plus tard Albert de Habsbourg, duc d'Autriche : sa descendance fera d'elle l'ancêtre des familles royales européennes modernes. Le 8 novembre 1414, Sigismond et Barbe ont été couronnés roi et reine des Romains à Aix-la-Chapelle. Vers la fin de l'année, elle a accompagné son époux qui se rendait au concile de Constance. Durant leur règne, elle a exercé une forte influence politique.
Après la mort de Sigismond, le 9 décembre 1437, elle contestait les ambitions de son beau-fils Albert de Habsbourg et s'est alliée avec Ladislas III Jagellon, roi de Pologne, qui envahit la Bohême. Albert fit arrêter Barbe à Presbourg ; en 1438, elle parvint à s'enfuir en Pologne. Ce n'est que quelques années plus tard, après la mort d'Albert en 1439, qu'elle a pu revenir en Bohême.

## Une passion pour l'alchimie
À la réprobation de ses contemporains, Barbe de Cilley se consacrait à l'étude des sciences occultes. La chose alla si loin qu'on la crut vampire au cours du Concile de Constance, et au XXe siècle, cette croyance populaire restait vivace dans les Balkans. Pour les prétendants de la Maison des Habsbourg (concurrente au titre impérial), elle était la « Messaline allemande », sobriquet que l'on retrouve dans La Chronique de Nuremberg d’Hartmann Schedel (1493). Schedel, reprenant une expression d’Enea Silvio Piccolomini la dit « femme possédée » (ein schentlich boßhaftig weib) et précise : « Elle tomba dans un tel égarement qu'elle qualifiait d'idiotes et d'imbéciles les saintes jeunes filles qui avaient enduré la mort pour le Christ, et disait qu'après cette vie il n'y en a point d'autre. »
L'alchimiste de Bohême Johann von Laatz (Joannes de Lasnioro) aurait décrit les expériences de la reine dans un manuscrit de 1440 (aujourd'hui malheureusement perdu), consacré au médecin Benoît-Nicolas Petræus, en préface d'une édition des Chymischen Schriften de Basilius Valentinus. Laatz dit qu'il a interrogé la reine pour éprouver ses connaissances en alchimie, qu'elle lui a répondu avec « une finesse toute féminine » et qu'elle a, sous ses yeux, blanchi du cuivre avec une poudre de mercure, d'arsenic et d'un ingrédient secret pour le transmuter en argent. Mais Laatz s'aperçut que, si l'éclat était bien celui de l'argent, le métal obtenu ne passait pas l'épreuve du marteau. Elle lui montra encore beaucoup d'autres artifices (Kunststücke), entre autres la production de safran de fer, de pyrites et d'autres « ors », qui cependant perdaient leur éclat lorsqu'on les faisait fondre. Laatz écrit qu'elle aurait ainsi vendu de l'or à de nombreux marchands ; et comme lui-même lui faisait reproche de cette fraude, elle l'aurait menacé de prison, à quoi « avec l'aide de Dieu » il échappa.